# Alfred Harms (Jurist)
Alfred Friedrich Heinrich Harms (geboren 4. September 1905 in Gestorf, Kreis Springe; gestorben 9. Januar 1994 in Celle) war ein deutscher Jurist und Generalstaatsanwalt am Oberlandesgericht Celle.

## Leben
Alfred Harms war Sohn der Georgine Harms, geborene Ernst und des Gestorfer Lehrers Heinrich Harms. Er kam in der Wohnung seiner Eltern als Hausgeburt mit Hilfe der Hebamme Johanne Prelle, geborene Hormann, in der Lehrerwohnung oberhalb der beiden Klassenzimmer im Gestorfer Schulhaus zur Welt.
Harms studierte Rechtswissenschaft an der Universität Marburg und gehörte seit 1924 der Burschenschaft Alemannia Marburg an. Er legte 1927 an der Universität Göttingen seine Dissertation Das Recht am Arbeitsergebnis und die Verarbeitung gemäss § 950 BGB ab. 1931 bestand er seine juristische Staatsprüfung. Nach der Machtergreifung durch die Nationalsozialisten wurde er 1936 Staatsanwaltschaftsrat in Aurich.
Im Zweiten Weltkrieg wirkte Harms als Kriegsgerichtsrat bei der 19. Luftwaffen-Felddivision.
In der Nachkriegszeit wurde er zunächst Staatsanwalt in Celle, dann Erster Staatsanwalt, Oberstaatsanwalt und zugleich Vertreter des Generalstaatsanwaltes. Ab 1960 wirkte er am Oberlandesgericht Celle als Senatspräsident, ab April 1967 bis 1970 war er Generalstaatsanwalt bei der Generalstaatsanwaltschaft Celle. Alfred Harms ist im Braunbuch aufgelistet.